# Jörg Fauser
Jörg Fauser (Bad Schwalbach, 16 de julio de 1944 - Munich, 17 de julio de 1987) fue un escritor, poeta y periodista alemán.
Su literatura estuvo marcada por la influencia de la generación beat norteamericana. Junto a Carl Weissner lanzó las revistas UFO y Gazolin 23, dos soportes de la prensa alternativa a principios de la década de 1970.
Sus últimos trabajos giraron hacía la temática detectivesca. Se adaptó al cine una versión de Der Schneemann. Fauser murió atropellado por un camión mientras caminaba por una autopista, cerca de Múnich.

## Obra literaria
- Aqualunge, Göttingen 1971
- Tophane, Gersthofen 1972
- Die Harry-Gelb-Story, Gersthofen 1973
- Open end, Munich 1977
- Marlon Brando - der versilberte Rebell, Munich 1978
- Der Strand der Städte, Berlín 1978
- Alles wird gut, Munich 1979
- Requiem für einen Goldfisch, Basilea 1979
- Trotzki, Goethe und das Glück, Munich 1979
- Der Schneemann, Munich 1981
- Mann und Maus, Munich 1982
- Blues für Blondinen, Frankfurt/M. 1984
- Rohstoff, Frankfur/M. 1984
- Das Schlangenmaul, Frankfurt/M. 1985
- Kant, Munich 1987
- Jörg-Fauser-Edition, Hamburgo
  - Bd. 1. Romane I, 1990
  - Bd. 2. Romane II, 1990
  - Bd. 3. Erzählungen I, 1990
  - Bd. 4. Erzählungen II, 1990
  - Bd. 5. Gedichte, 1990
  - Bd. 6. Essays, Reportagen, Kolumnen I, 1990
  - Bd. 7. Essays, Reportagen, Kolumnen II, 1990
  - Bd. 8. Marlon-Brando-Biographie, 1990
  - Beiheft. Informationen und Bilder, 1990
  - Erg.-Bd. Das leise lächelnde Nein und andere Texte, 1994
- Blues in Blond, Hamburgo 1992
- "Ich habe eine Mordswut", Frankfurt/M. 1993
- Lese-Stoff, Frankfurt/M. 2003